# Poltergeist

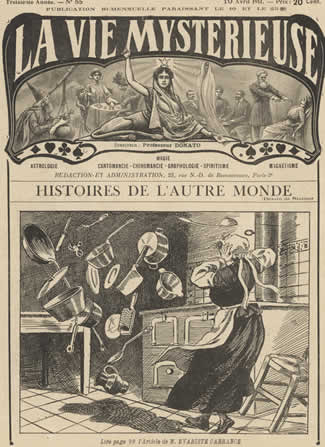
Therese Selles, o servitoare cu experiență de 14 ani în familia Todeschini din Cheragas, Algeria, prezintă activitatea poltergeist în casa angajatorului său, (după cum a apărut pe coperta revistei franceze La Vie Mysterieuse în 1911)

Poltergeist este un fenomen paranormal care constă în evenimente care fac aluzie la manifestarea unei entități imperceptibile. De obicei, o astfel de manifestare include obiecte neînsuflețite în mișcare, în levitație, ce par a fi aruncate sau care se autoincendiază, cu prezența zgomotelor simțitoare (cum ar fi ciocănit, bătăi, lovituri) și în anumite cazuri, atacuri fizice asupra  martorilor acelor evenimente.
Întrucât până în această zi nu există nicio explicație științifică concludentă a acestor evenimente, poltergeist a fost descris în folclor ca fiind un spirit supărat sau o fantomă care bântuie o anumită persoană, de unde și numele (vezi etimologia). Astfel de pretinse manifestări poltergeist au fost semnalate în multe culturi și țări, printre care Statele Unite, Japonia, Brazilia și toate națiunile europene. Primele cazuri poltergeist înregistrate datează din secolul I d.Hr..

## Etimologie
Cuvântul Poltergeist provine din cuvintele germane Poltern (a face zgomot) și Geist (spirit), termenul în sine înseamnă, literal, fantomă zgomotoasă.

## Observație
Cele mai multe rapoarte de manifestări poltergeist implică zgomote  de distrugere, care nu au nici o cauză imediată sau verificabilă. Există situații când obiecte neînsuflețite să fie ridicate  și aruncate;se aud zgomote, cum ar fi lovirea,  sau chiar voci umane, precum și atacuri fizice asupra ființelor umane, cum ar fi ciupirea, mușcătura, și lovituri. Cazuri singulare de poltergeist adesea variază în durată de la câteva ore până la câteva luni

## Interpretări

### Duhul
Activitatea poltergeist a fost adesea considerată a fi locul de muncă a fantomelor răufăcătoare. Potrivit lui Alan Kardec, fondatorul de spiritism, fenomenele poltergeist sunt manifestări de spirite fără trup de nivel scăzut, aparținând la clasa a VI-a, din al treilea ordin. Ele sunt considerate a fi strâns asociate cu elemente primare (foc, aer, apă, pământ)

### Psihokinezia
În parapsihologie, Nandor Fodor a propus că: tulburările de poltergeist au fost cauzate de agenți umani care suferă de o formă de stres emoțional sau de tensiune. G. William Roll a studiat 116  cazuri diferite de poltergeist și a constatat că agenții au fost de multe ori copii sau adolescenți, și a presupus că deversările neuronale recurente care rezultă în simptome epileptice pot provoca psihokinezia spontană recurentă (RSPK), care ar putea afecta mediul persoanei.

### Farse
Multe evenimente revendicate ca fiind poltergeist la anchetă s-au dovedit a fi farse și înscenări.

### Altele
Încercările au fost făcute pentru a explica științific tulburări de poltergeist care nu au fost trasate de fraudă. David Turner, un chimist-fizician, a sugerat că Sfera luminoasă, un alt fenomen, ar putea provoca obiecte neînsuflețite să se mute haotic. Unii sceptici propun ca activitatea poltergeist ar putea fi cauzată de fenomene simple, cum ar fi electricitatea statică, câmpuri electromagnetice, ultrasunete, infrasunete sau de aer ionizat. Halucinații, cum ar fi sunete de clopote sau treptele, pot fi cauzate de intoxicația cu monoxid de carbon.

## Cazuri renumite de poltergeist

### Lithobolia (1698)
Lithobolia, sau Diavolul Aruncător-de-pietre, este un pamflet care inregistreaza activitatea poltergeist care au avut loc la taverna lui George și Alice Walton, în 1682. Două exemplare din broșura există în British Museum. Taverna de Waltons "a fost situat în New Castle, New Hampshire, atunci cunoscut sub numele de Insula Mare. Lithobolia a fost scris de "RC", un Richard Chamberlain, secretarul de colonie din New Hampshire. În 1666 Chamberlain a fost internat la taverna Walton si a asistat la atac . Pamfletul a fost tipărit la Londra de către Chamberlain în 1698. Introducerea spune:
"Lithobolia", or stone throwing Devil. Being an Exact and True account (by way of Journal) of the various actions of infernal Spirits or (Devils Incarnate) Witches or both: and the great Disturbance and Amazement they gave to George Walton's family at a place called Great Island in the county of New Hampshire in New England, chiefly in throwing about (by an Invisible hand) Stones, Bricks, and Brick-Bats of all sizes, with several other things, as Hammers, Mauls, Iron-Crows, Spits, and other Utensils, as came into their Hellish minds, and this for space of a quarter of a year."

### Parohia Borley(1937)
William Roll, Hans Bender, și Harry Price sunt probabil trei cei mai renumiți cercetători de poltergeist în analele parapsihologiei. Harry Price investigated Borley Rectory which is often called "the most haunted house in England."

### Rosenheim, Germania(1967)
Dr. Friedbert Karger a fost unul din doi fizicieni de la Institutul Max Planck, care au ajutat pentru a investiga cazul, probabil, cel mai veridic  poltergeist în istorie. Cazul a avut loc în orașul bavarez Rosenheim, în biroul avocatului Sigmund Adam, intrat în istorie prin faptul că a fost captat pe peliculă. A început în anul 1967:luminile au început a se aprinde și stinge singure, telefoanele sunau de la sine (cu tăcere la celălalt capăt), deschiderea și închiderea sertarelor, vărsare de lichide. Reporterul Deutsche Post a primit o dovadă a faptului că a auzit într-adevăr apeluri telefonice (aproximativ 600 - în peste cinci săptămâni), atunci când nimeni nu sunase de fapt. În octombrie 1967 a explodat dintr-o dată toate becurile din cameră. Ajuns pentru a investiga, Hans Bender, și alți doi fizicieni au descoperit că ciudățenia are loc numai atunci când este prin apropiere tânăra de 19 ani Annamarie Shaberl (la scurt timp înainte de a fi angajată secretară, așa cum s-a dovedit mai târziu, ea a retrăit un șoc puternic psihologic și a suferit de nevroză severă). Bender a reușit să filmeze în momentul când intră în birou și în clădire toate luminile încep să pâlpâie. Imediat ce Shaberl a fost trimisă în concediu, în clădire s-a instaurat liniște totală. Curând după ce a fost concediată, și poltergeistul s-a oprit definitiv.

## Alte cazuri
- Călugărul negru de Pontefract[5]
- Poltergeistul de Enfield (1977)
- Toboșarul de Tedworth (1662).
- Poltergeist în Japonia (1740'), ce a avut loc în Perioada Edo. (Eizo Otake, un funcționar al instanței, a raportat că după ce tatăl său a angajat o fată din satul Ikejiri, Setagaya, ca servitoare de casă, obiecte din casă și în curte a început în mișcare de la sine. Fenomenul a continuat timp de mai multe zile până când fata a fost demisă.[6])
- "Vrăjitorul", Livingston, West Virginia (1797)
- The Bell Witch of Tennessee (1817–1872)
- Bântuirea surorilor Fox (1848) – fără îndoială unul dintre cele mai renumite cazuri, pentru că el a provocat apariția mișcării religioase spiritism
- Marele mister din Amherst (1878–79)
- Hopfgarten lângă Weimar (1921).
- Eleonora Zugun – românca numită și 'fata Poltergeist' (1926)
- Parohia Epworth
- Mangusta vorbitoare Gef (1931)[7]
- Posesia demonică a lui Robbie Mannheim (1949)[8][9]
- Poltergeistul de pe Thornton Road(drumul) din Birmingham (1981)
- Cazul Tina Resch (1984)
- Cazul de pe strada 169 din  Orland Hills, Illinois (1988)
- Cazul contemporan de 'poltergeist vorbitor' din Oklahoma "Fantoma aruncătoare de pietre din Little Dixie" (1995)[10]
- Stambovsky vs Ackley (1991)
- Poltergeistul Mackenzie (1998) – renumit prin bântuirea cimitirului Greyfriars, Edinburgh.
- Poltergeistul de foc din Canneto di Caronia (2004–5)[11]
- Poltergeistul de Miami(2008)[12]
- Barnsley, Sheffield, Anglia (2009)[13]